# Shamrock

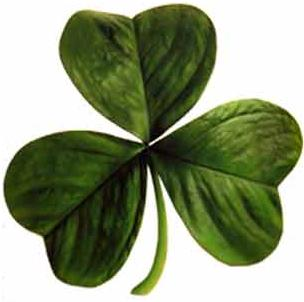
El shamrock es un trébol verde de tres hojas.

El shamrock es uno de los símbolos de Irlanda. Se trata de un trébol verde de tres hojas, normalmente de una de las especies Trifolium dubium (trébol menudo) y Trifolium repens (trébol blanco), al que se otorgan connotaciones mágicas y legendarias propias de la tradición celta. El término shamrock es una variante de la palabra gaélica seamróg, diminutivo de seamair óg y que significa «planta joven de tres hojas».
En la cultura irlandesa, y de acuerdo con la leyenda, el shamrock fue utilizado por el misionero San Patricio para ilustrar la Trinidad durante la cristianización de la isla en el siglo V. A partir del siglo XVIII fue adoptado como símbolo del nacionalismo irlandés, y desde entonces ha sido un elemento distintivo del pueblo irlandés.
El gobierno de la República de Irlanda tiene regulado el uso del shamrock y del arpa celta. También es utilizado por algunos organismos de Irlanda del Norte, por organizaciones británicas vinculadas a la comunidad irlandesa (como el Irish Guards), por la diáspora irlandesa y en festividades como el día de San Patricio.